# Сенин, Николай Алексеевич
Никола́й Алексе́евич Сенин (1918—2004) — заслуженный строитель, машинист экскаватора специализированного управления «Строймеханизация» управления строительства города Орла, Герой Социалистического Труда.

## Биография
Родился Н. А. Сенин в 1918 году в деревне Хитрово́ (ныне Залегощенского района) в многодетной семье. После окончания семи классов работал в родном колхозе. В 1938 году был призван в Красную Армию, где прошёл полковую школу младших командиров. В армии освоил трактор — возил на нём артиллерийские пушки. Но демобилизоваться после срочной службы не пришлось, началась война. Его полк входил в состав артиллерии резерва Главного командования. Участвовал в форсировании Днепра, освобождении Крыма, Белоруссии, Польши. Закончил войну в Германии.
В 1945 году вернулся в разрушенный немецкими оккупантами Орёл, работал в строительной организации. Был делегатом XXV съезда КПСС, XV съезда профсоюзов СССР, членом обкома КПСС, членом обкома профсоюза работников строительства, депутатом районного Совета народных депутатов трудящихся. Самую высокую награду Героя Социалистического Труда получил в 1974 году. Умер Николай Алексеевич в 2004 году.

## Награды и звания
- Герой Социалистического Труда (8.1.1974)
- Орден Ленина (дважды)
- Орден Отечественной войны II степени
- Орден Трудового Красного Знамени
- Орден Красной Звезды
- Медали участника войны
- Медали и дипломы почёта ВДНХ СССР
- «Заслуженный строитель РСФСР» (1968)
- «Почётный гражданин города Орла» (1977)
- На доме №6 по Карачевскому шоссе в Орле, где жил герой, установлена памятная доска